# 1638 en santé et médecine
| Années de la santé et de la médecine : 1635 - 1636 - 1637 - 1638 - 1639 - 1640 - 1641    |
| Décennies de la santé et de la médecine : 1600 - 1610 - 1620 - 1630 - 1640 - 1650 - 1660 |

Cet article présente les faits marquants de l'année 1638 en santé et médecine.

## Événements
France
- À Grenoble, un nouvel hôpital est ouvert à l'initiative du maréchal de Créqui. Il ne changera plus d'emplacement jusqu'au début du XXe siècle[1].
- De juin à décembre, l'épidémie de peste décime un tiers de la population d’Argentan, soit 2 000 personnes en 6 mois[2].
- 1638-1639 : famine en Franche-Comté[3].

Italie
- 27 mars : tremblement de terre en Calabre (it).
- 8 juin : second tremblement de terre en Calabre (it) avec un épicentre à Crotone.

Pérou
- Création d'une chaire de médecine à Lima par les Espagnols[4].

## Naissances
- 11 janvier : Niels Stensen, en français Nicolas Sténon (mort en 1686), anatomiste et géologue d'origine danoise[5].
- 23 mars : Frederik Ruysch (mort en 1731), médecin et un anatomiste néerlandais.
- 19 avril : Niccolò Manucci (mort en 1715), médecin et voyageur vénitien.
- 11 mai : Guy-Crescent Fagon (mort en 1718), médecin et botaniste français, premier médecin de Louis XIV.
- 8 juin : Pierre Magnol (mort en 1715), médecin et botaniste français.
- 29 juin : Heinrich Meibom (mort en 1700), médecin allemand.

Vers 1638
- Martin Lister (mort en 1712), médecin anglais[6].

## Décès
- 29 octobre : Adrian von Mynsicht (né en 1588), médecin et alchimiste allemand.
- 7 décembre : Epifanio Ferdinando (né en 1569), médecin et philosophe italien.